# Мекица
Мекица (болг. мекица; множественное число мекици) – традиционное болгарское блюдо, лепёшка из теста с йогуртом, которую обжаривают в масле . Также встречается в Северной Македонии и Сербии. Тесто готовят из муки, яиц, йогурта, разрыхлителя, воды, соли и масла. В Сербии их называют mekike (ед.ч. mekika), mekica или pitulica. 
Название происходит от славянского корня «мек» («мягкий»), относящегося к текстуре блюда. 
Мекица похожа на венгерский лангош  и британский йоркширский пудинг. Это традиционное блюдо для завтрака.
Блюдо было изобретено в V веке на территории современной Болгарии, до сих пор актуально и популярно в регионах Сербии, Болгарии и Северной Македонии и является общепринятым культурным блюдом. 
В Северной Македонии блюдо готовят через неделю после рождения ребёнка. В день празднования новорожденного по традиции мекица должна быть в доме, где ребенок будет жить, но в настоящее время этот праздник чаще всего происходит в ресторанах.

## Приготовление
После того, как тесто поднимется, его рвут на небольшие шарики, раскатывают в плоские лепешки и обжаривают на масле. В рецептах могут использоваться дрожжи, пищевая сода, молоко или йогурт. В рецепте из Силистры используются йогурт и сода, в одном из села недалеко от Стара-Загора используются дрожжи и йогурт, а в рецепте из Айтоса — дрожжи и молоко. Один из старейших известных рецептов содержит только дрожжи, муку, соль и сахар, а в качестве единственного жидкого ингредиента используется вода. Рекомендуется формовать мекици перед жаркой мокрыми или смазанными маслом руками, чаще всего жарится на растительном масле.
При подаче мекицу часто посыпают сахарной пудрой, поливают вареньем, мёдом или посыпают брынзой. Её также можно есть с йогуртом .